# Kubilay Türkyılmaz
Kubilay Türkyilmaz (ur. 4 marca 1967 w Bellinzonie) – szwajcarski piłkarz pochodzenia tureckiego, występujący na pozycji napastnika.